# Jean-Michel Mehl
Pour les articles homonymes, voir Mehl.
Jean-Michel Mehl, né le 21 janvier 1946, est un historien français.
Il est spécialiste de l'histoire du sport.

## Biographie
Auteur d'une thèse d'État sur le sport et les jeux du XIIIe au XVIe siècle (1988), il est professeur d'histoire médiévale à l'Université Marc Bloch de Strasbourg.

## Publications
- Les Jeux au Royaume de France du XIIIe au début du XVIe siècle, thèse d'État, version abrégée publiée par Fayard, Paris, 1990
- Le Livre du jeu d'échecs, Paris, Stock, 1995

## Prix
- Prix Gobert 1991[1].